# Belgium's Next Top Model (mùa 1)
Mùa đầu tiên của Belgium's Next Top Model được phát sóng vào ngày 15 tháng 9 năm 2023 trên dịch vụ phát trực tuyến Streamz. Sau 15 năm vắng bóng, chương trình đã quay trở lại với thêm các thí sinh nam được phép tham gia trong mùa giải này.
Siêu mẫu Hannelore Knuts là host mới của mùa giải này, cùng với 3 vị giám khảo mới là nhà thiết kế Ine Onsea, stylist Tom Eerebout và nhà sáng lập của quản lí người mẫu Noah Management Tom Van Dorpe.
Người chiến thắng trong cuộc thi là Gilles Verbruggen, 19 tuổi từ Zottegem. Giải thưởng của anh giành được gồm một hợp đồng người mẫu với Noah Management và xuất hiện trên ảnh bìa tạp chí Marie Claire.

## Các thí sinh
(Tuổi tính từ ngày dự thi)
| Thí sinh | Thí sinh          | Tuổi | Chiều cao               | Quê quán  | Bị loại ở | Hạng  |
| -------- | ----------------- | ---- | ----------------------- | --------- | --------- | ----- |
|          | Emilia Laforce    | 21   | 1,74 m (5 ft 8+1⁄2 in)  | Antwerpen | Tập 2     | 14–13 |
|          | Zahra Berger      | 20   | 1,68 m (5 ft 6 in)      | Antwerpen | Tập 2     | 14–13 |
|          | Amba Egard        | 18   | 1,66 m (5 ft 5+1⁄2 in)  | Antwerpen | Tập 3     | 12    |
|          | Gia Robles-Levy   | 22   | 1,75 m (5 ft 9 in)      | Antwerpen | Tập 4     | 11    |
|          | Andres Deley      | 19   | 1,80 m (5 ft 11 in)     | Oostende  | Tập 5     | 10    |
|          | Gilles Mornae     | 20   | 1,82 m (5 ft 11+1⁄2 in) | Aalst     | Tập 7     | 9–7   |
|          | Marson Look       | 23   | 1,86 m (6 ft 1 in)      | Bree      | Tập 7     | 9–7   |
|          | Sam Baps          | 23   | 1,70 m (5 ft 7 in)      | Brussel   | Tập 7     | 9–7   |
|          | Lena Rombaut      | 24   | 1,72 m (5 ft 7+1⁄2 in)  | Gent      | Tập 8     | 6     |
|          | Sieme Hermans     | 24   | 1,83 m (6 ft 0 in)      | Antwerpen | Tập 9     | 5     |
|          | Radja Ndabaneze   | 24   | 1,89 m (6 ft 2+1⁄2 in)  | Kapellen  | Tập 10    | 4     |
|          | Fardowza Aden     | 20   | 1,77 m (5 ft 9+1⁄2 in)  | Courtrai  | Tập 10    | 3     |
|          | Tessa van Syngel  | 17   | 1,78 m (5 ft 10 in)     | Merelbeke | Tập 10    | 2     |
|          | Gilles Verbruggen | 19   | 1,84 m (6 ft 1⁄2 in)    | Zottegem  | Tập 10    | 1     |

## Kết quả
| Thứ tự | Tập       | Tập          | Tập             | Tập       | Tập       | Tập       | Tập                  | Tập       | Tập       | Tập       |
| Thứ tự | 1         | 2            | 3               | 4         | 5         | 6         | 7                    | 8         | 9         | 10        |
| ------ | --------- | ------------ | --------------- | --------- | --------- | --------- | -------------------- | --------- | --------- | --------- |
| 1      | Sam       | Amba         | Radja Tessa     | Gilles V. | Gilles M. | Lena      | Radja                | Radja     | Tessa     | Gilles V. |
| 2      | Fardowza  | Fardowza     | Radja Tessa     | Lena      | Fardowza  | Gilles M. | Sieme                | Gilles V. | Radja     | Tessa     |
| 3      | Sieme     | Gilles V.    | Andres Sam      | Marson    | Radja     | Tessa     | Tessa                | Fardowza  | Gilles V. | Fardowza  |
| 4      | Radja     | Andres       | Andres Sam      | Gilles M. | Sam       | Gilles V. | Gilles V.            | Sieme     | Fardowza  | Radja     |
| 5      | Amba      | Sieme        | Gia Lena        | Tessa     | Sieme     | Fardowza  | Lena                 | Tessa     | Sieme     |           |
| 6      | Gia       | Gilles M.    | Gia Lena        | Sam       | Marson    | Sieme     | Fardowza             | Lena      |           |           |
| 7      | Tessa     | Gia          | Fardowza Marcus | Fardowza  | Tessa     | Marson    | Gilles M. Marson Sam |           |           |           |
| 8      | Gilles M. | Marson       | Fardowza Marcus | Sieme     | Gilles V. | Radja Sam | Gilles M. Marson Sam |           |           |           |
| 9      | Zahra     | Tessa        | Sieme           | Andres    | Lena      | Radja Sam | Gilles M. Marson Sam |           |           |           |
| 10     | Andres    | Lena         | Gilles V.       | Radja     | Andres    |           |                      |           |           |           |
| 11     | Gilles V. | Sam          | Gilles M.       | Gia       |           |           |                      |           |           |           |
| 12     | Emilia    | Radja        | Amba            |           |           |           |                      |           |           |           |
| 13     | Marson    | Emilia Zahra |                 |           |           |           |                      |           |           |           |
| 14     | Lena      | Emilia Zahra |                 |           |           |           |                      |           |           |           |

     Thí sinh được miễn loại
     Thí sinh được gọi trước khi bước vào ban giám khảo và được coi là an toàn
     Thí sinh có tấm ảnh đẹp nhất
     Thí sinh bị loại
     Thí sinh không bị loại khi rơi vào cuối bảng
     Thí sinh chiến thắng cuộc thi
1. ↑  Thứ tự gọi tên chỉ lần lượt từng người an toàn.
2. ↑  Tập 1 là tập casting. Từ 20 thí sinh bán kết được giảm xuống còn 14 thí sinh chung cuộc. Fardowza, Radja, Sam & Sieme nhận được vé wildcard và miễn loại vì có phần thể hiện tốt nhất và được mỗi giám khảo chọn.
3. ↑  Trong tập 3, các thí sinh được đánh giá và được gọi tên theo cặp.
4. ↑  Trong tập 6, mặc dù nằm trong nhóm có tấm ảnh đẹp nhất nhưng Radja rơi vào cuối bảng vì thể hiện kém nhất trong nhóm của anh.

### Buổi chụp hình
- Tập 1: Ảnh thẻ (casting)
- Tập 2: Diện mạo mới
- Tập 3: Thời trang cao cấp theo cặp
- Tập 4: Thời trang gender fluid
- Tập 5: Những nhân vật kinh dị trong ngôi nhà ma cho Numéro
- Tập 6: Thời trang kỳ quặc theo nhóm cho triển lãm Antwerp Fashion Department 2023
- Tập 7: Thời trang cao cấp bên người thân
- Tập 8: Video thời trang: Chuyển động bên hồ ở Maasmechelen
- Tập 9: Tạo dáng dưới nước
- Tập 10: Ảnh bìa tạp chí Marie Claire